# أونغ كو
أونغ كو هو سياسي ميانماري، ولد في 4 يناير 1948 في Kyaukpadaung Township ‏ في ميانمار. نشط حزبياً في Union Solidarity and Development Party ‏. وقد انتخب Member of the House of Representatives of Burma ‏.